# Miniemeninstituut (Leuven)

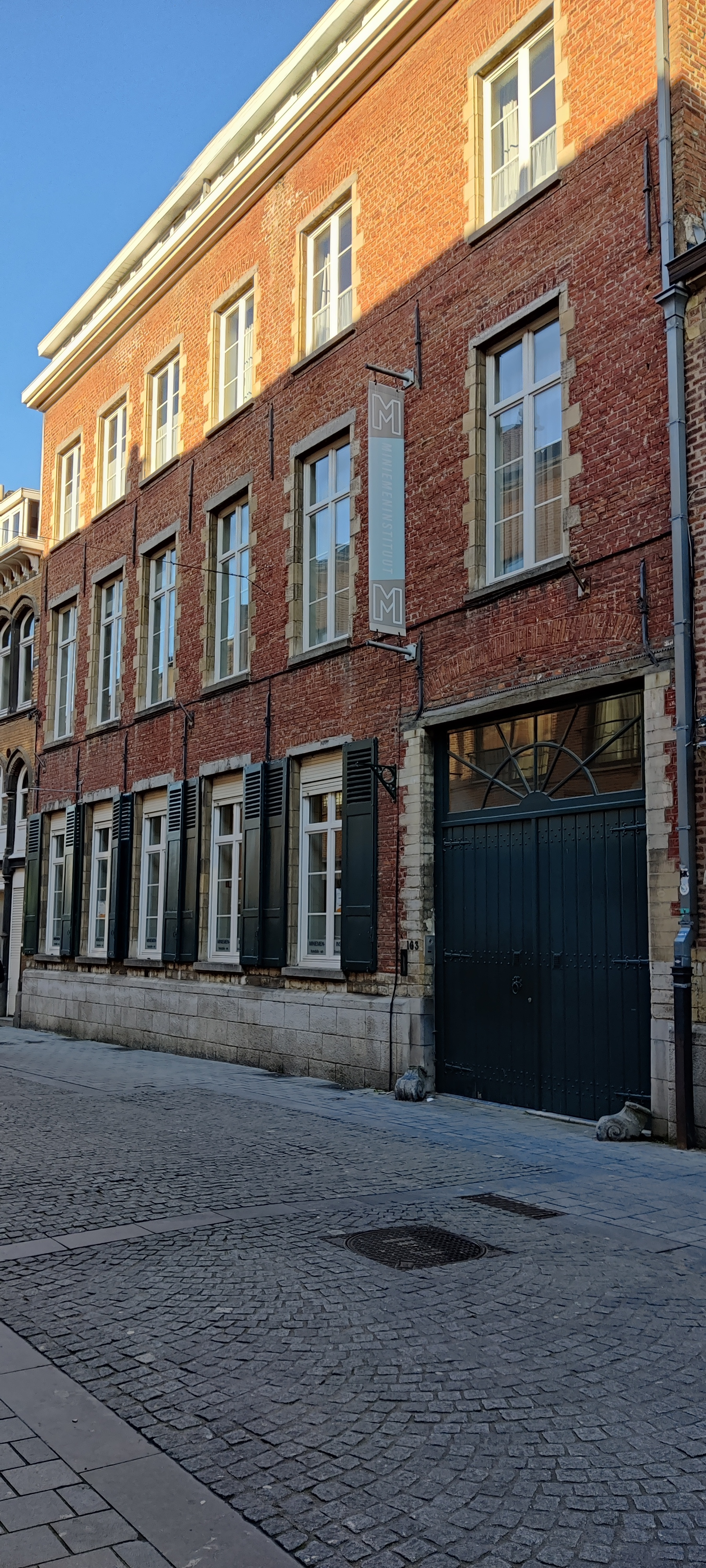
Miniemeninstituut

Het Miniemeninstituut is een katholieke middelbare school in de Diestsestraat van Leuven. Enkel de richtingen technisch secundair (TSO) en beroepssecundair onderwijs (BSO) worden aangeboden.
Op de locatie van het instituut stond het Miniemenklooster. Een kapel met hierin relieken is bewaard gebleven. Nadien diende de locatie als woonhuis van een notaris en school voor arme kinderen. 
Het zijn de zusters van het Leuvense Paridaensinstituut die vanaf 1841 in deze gebouwen kosteloos onderwijs aanboden. De oude gebouwen en de bijhorende geschiedenis waren in 2008 te bezichtigen tijdens de Open Monumentendag.
De school met circa 400 leerlingen specialiseert zich in handels- en toerismeonderwijs en liet zich in Vlaanderen opmerken door het ECE-project in samenwerking met een school in het Finse Espoo waarbij M-buziness, een mini-onderneming die internationaal actief was, werd opgestart. De school is al sinds 2002 internationaal actief. Via het Comeniusprogramma van de Europese Unie werden partnerships afgesloten met scholen in Keulen en Bulle en het Ashram College in Alphen aan den Rijn, aangevuld met scholen in Vieste en Trabzon in 2009-2010, en werden via een nieuw Comeniusprogramma van 2010 tot 2012 scholen in Deggendorf en Saint-Gildas-des-Bois aan het netwerk toegevoegd.